# Powstanie pisma chińskiego

Przykład symboli z Jiahu (贾湖契刻符号) z ok. 6600 p.n.e.

Pismo chińskie powstało najpóźniej 4,5-3,5 tys. lat temu lub najwcześniej 8000 lat temu. Proces ten jest do prześledzenia w znaleziskach archeologicznych. Wiadomo, że przebiegał on niezależnie w tym samym czasie co w innych ogniskach cywilizacyjnych.
Chińska ceramika neolityczna była pokryta rozmaitymi symbolami, np. w Banpo opodal Xi’anu pojawiają się one w okresie od 4800 do 4200 lat p.n.e. Chociaż przypominają one elementy późniejszych znaków (a nawet całe znaki), nie ma pewności, że symbole te przyczyniły się do powstania pisma.

## Nowe znaleziska
Wraz z rozwojem archeologii w Chinach, pojawiają się coraz to nowe znaleziska, które wzbudzają dyskusję na temat historii chińskiego pisma. Jest to obiecująca gałąź chińskiej archeologii.
- W 2003 r. w brytyjskim kwartalniku Antiquity chińsko-amerykański zespół naukowców opisał skorupy żółwi pokryte znakami pisma, znalezione na stanowisku w Jiahu i datowane 6,2-6,6 tys. lat p.n.e. Zdaniem jednego z odkrywców, Garmana Harbottle'a, znaki na skorupach wykazują podobieństwo do jiaguwenu i mogą być jego archaiczną formą. Oznaczałoby to, że chińskie pismo ma 8 tys. lat historii i jest najstarsze na świecie[4][5].

- W 2006 r. w Pingliangtai znaleziono fragmenty ceramiki pokryte znakami datowanymi na 4,5 tys. lat[6][7].

- W 2007 r. chińscy archeolodzy podali, że odkryte w latach 80. inskrypcje Dimaidi wyryte na ścianach skalnych w Ningxia, mają 8 tys. lat i mogą być uznane za pradawne formy współczesnych znaków[8].